# Tetraserica ferrugata
Tetraserica ferrugata är en skalbaggsart som beskrevs av Blanchard 1850. Tetraserica ferrugata ingår i släktet Tetraserica och familjen Melolonthidae. Inga underarter finns listade i Catalogue of Life.